# Tourcoing

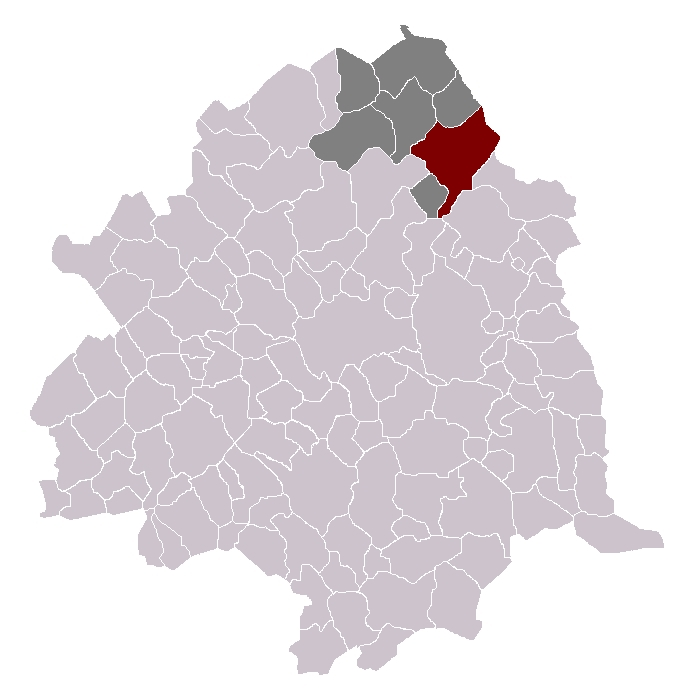
Ubicació de Tourcoing dins del cantó i el districte

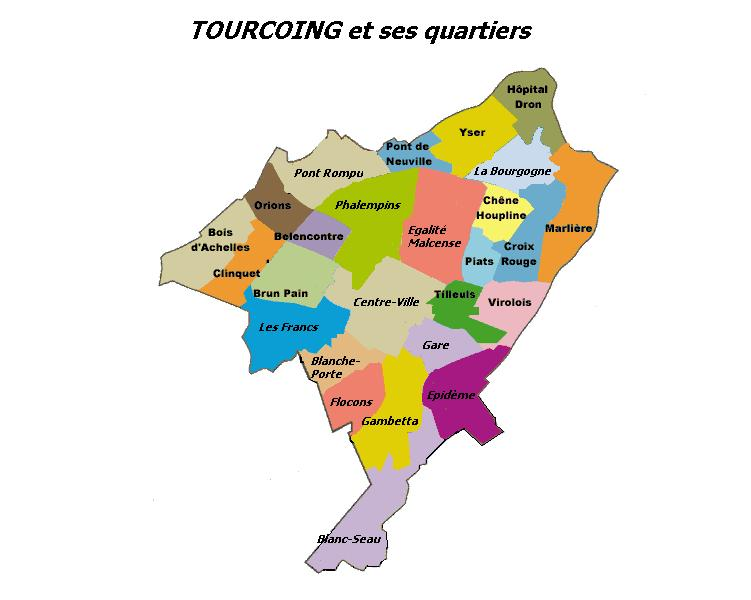
barris de Tourcoing

Tourcoing (neerlandès: Toerkonje, en picard: Tourtchuin), és un municipi francès, situat al departament del Nord i a la regió dels Alts de França. L'any 2006 tenia 92.357 habitants. Limita al nord-oest amb Roncq, al nord amb Neuville-en-Ferrain, al nord-est amb Mouscron, a l'oest amb Bondues, a l'est amb Wattrelos, al sud-oest amb Mouvaux, al sud amb Wasquehal i Croix i al sud-est amb Roubaix.
Està situat en una plana i compta amb diversos torrents que l'abasteixen d'aigua. Està previst reobrir el seu canal a la navegació en 2008.

## Demografia
| Evolució de la població |        |        |        |        |        |        |        |        |
| 1793                    | 1800   | 1806   | 1821   | 1831   | 1836   | 1841   | 1846   | 1851   |
| 12.110                  | 11.380 | 11.999 | 14.661 | 17.973 | 19.966 | 22.503 | 26.834 | 27.615 |

| 1856   | 1861   | 1866   | 1872   | 1876   | 1881   | 1886   | 1891   | 1896   |
| ------ | ------ | ------ | ------ | ------ | ------ | ------ | ------ | ------ |
| 29.646 | 33.498 | 38.262 | 43.322 | 48.634 | 51.895 | 58.008 | 65.477 | 73.353 |

| 1901   | 1906   | 1911   | 1921   | 1926   | 1931   | 1936   | 1946   | 1954   |
| ------ | ------ | ------ | ------ | ------ | ------ | ------ | ------ | ------ |
| 79.243 | 81.671 | 82.644 | 78.600 | 81.379 | 81.972 | 78.393 | 76.080 | 83.416 |

| 1962   | 1968   | 1975    | 1982   | 1990   | 1999   | 2006 | 2011 | 2016 |
| ------ | ------ | ------- | ------ | ------ | ------ | ---- | ---- | ---- |
| 89.258 | 98.755 | 102.239 | 96.908 | 93.765 | 93.540 | -    | -    | -    |

| 2019 | - | - | - | - | - | - | - | - |
| ---- | - | - | - | - | - | - | - | - |
| -    | - | - | - | - | - | - | - | - |

## Història
La primera menció de Tourcoing és la d'una donació del 1080. Des del començament es distingeix per la qualitat del seu tèxtil, que obté un reconeixement reial en 1360. Com altres poblacions de la zona, es veu immersa en les guerres de religió que provoca la Reforma protestant i que desemboquen en conflictes territorials.
Des del 1668 pertany definitivament a França. Amb la Revolució industrial augmenta la seva influència, sempre basada en el tèxtil. L'alcalde Gustave Dron endega una sèrie de reformes socials per fer front a les exigències del segle xix. Al segle xx, la ciutat és ocupada pels alemanys en les dues Guerres Mundials i pateix una forta crisi econòmica, encara no superada

## Cultura
Com a monuments, destaquen l'església neogòtica de Saint Christophe, ampliada des del segle xv al XIX; l'ajuntament; el campanar i l'hospici, de regust neoclàssic.

## Administració
| Període   | Identitat                | Partit     |
| --------- | ------------------------ | ---------- |
| 1947-1959 | Louis Paris              | socialista |
| 1959-1977 | René Lecocq              | gaullista  |
| 1977-1979 | Guy Chatiliez            | PS         |
| 1979-1983 | Maurice Devloo           | PS         |
| 1983-1989 | Stéphane Dermaux         | UDF        |
| 1989-2008 | Jean-Pierre Balduyck     | PS         |
| 2008-     | Michel-François Delannoy | PS         |

## Agermanaments
Tourcoing ha signat pactes d'agermanament amb les següents localitats:
- Berlín
- Biella
- Bottrop
- Guimarães
- Jastrzębie Zdrój
- Mouscron
- Mühlhausen
- Rochdale
- Biskra

## Personatges il·lustres
- Jules Watteeuw (1849-1947), poeta picard
- Albert Roussel (1869-1937), compositor
- Marcel Lefebvre (1905-1991), missioner reformista
- Brigitte Lahaie (1955), actriu
- Jean-Marc Degraeve (1971), jugador d'escacs